# Buđanovci
Buđanovci (Serbo: Буђановци) è un villaggio in Serbia. Posto nella municipalità di Ruma, distretto di Sirmia, nella provincia della Voivodina.

## Storia
Il 27 marzo 1999, durante la guerra del Kosovo, la III batteria (200 uomini) della 250.ma Brigata Missilistica (antiaerea) dell'esercito iugoslavo, guidata dal colonnello Zoltán Dani, vi riuscì ad abbattere un F-117 Nighthawk

## Società

### Evoluzione demografica
In base ai dati del censimento ufficiale abbiamo questo andamento demografico:
- 1961: 2,392
- 1971: 2,260
- 1981: 1,991
- 1991: 1,848
- 2002: 1,757